# Cantonul Mérignac-1
Cantonul Mérignac-1 este un canton din arondismentul Bordeaux, departamentul Gironde, regiunea Aquitania, Franța.